# Bahía de La Concha
La bahía de La Concha es una pequeña bahía situada en la costa española del mar Cantábrico, frente a la ciudad de San Sebastián. Como indica su nombre posee forma de concha, y alberga dos playas (Ondarreta y la playa de La Concha) y una isla, la isla de Santa Clara.

## Origen geológico
La bahía ocupa el espacio comprendido entre los montes Igueldo (oeste) y Urgull (este). Según estudios geológicos, la primitiva bahía abarcaba desde el monte Igueldo hasta el monte Ulía, que cierra la playa de la Zurriola por el este, ya que el actual monte Urgull pudo haber sido, con toda probabilidad, una isla. De esta forma, la primitiva bahía, con una línea de playa de más de 3000 metros de longitud, abarcaba las tres playas de la ciudad y dos islas. Posteriormente, y con los sedimentos acumulados en la desembocadura del río Urumea, se formó un pequeño istmo que unió la isla de Urgull a tierra firme, convirtiéndose está en un monte. Así quedó formada la actual bahía, cuya forma de concha sería consolidada con la construcción del paseo.

## Playas

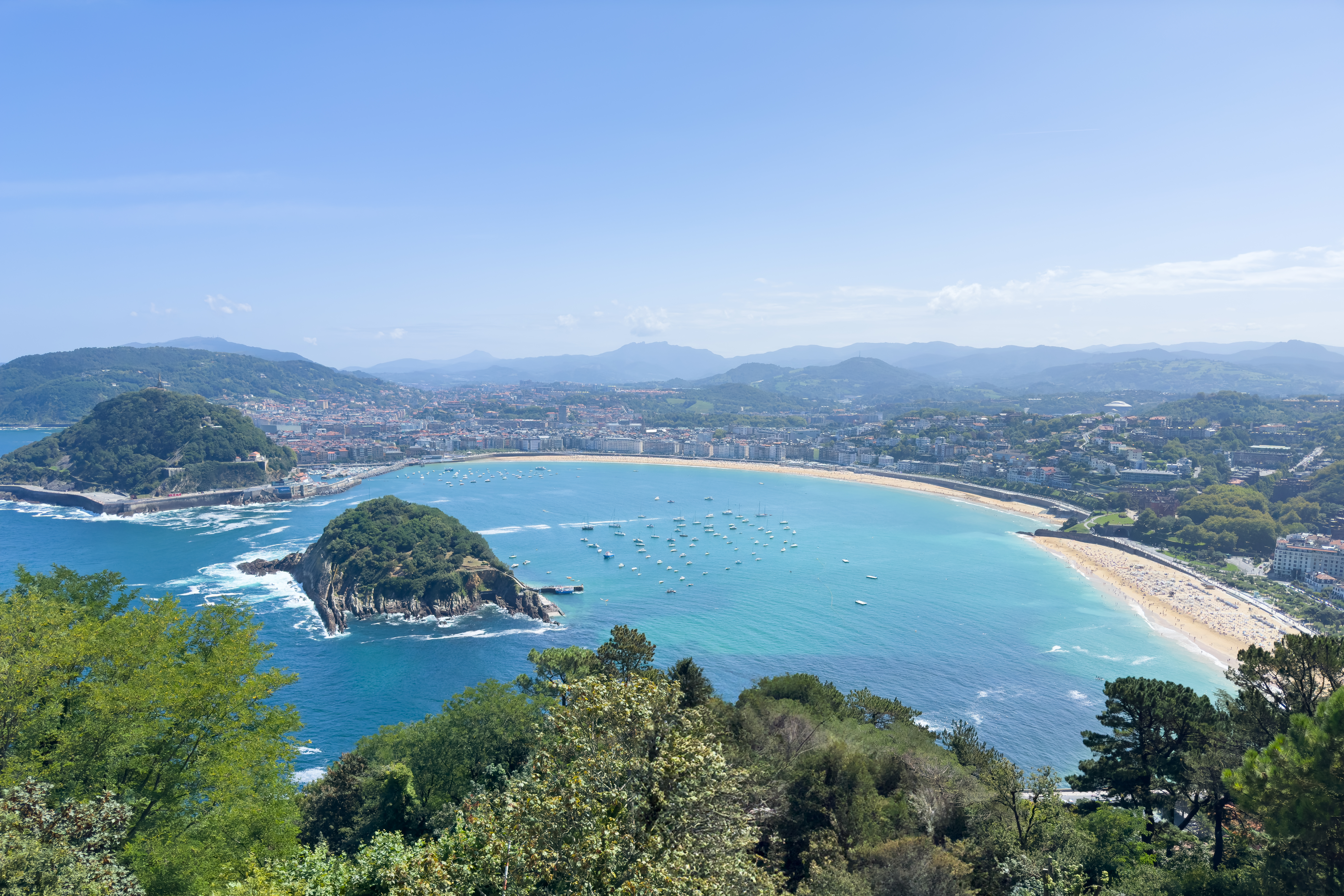
La bahía de la Concha desde el monte Igueldo.

La línea de playa de la bahía tiene una longitud aproximada de 2000 metros, de los cuales 1400 corresponden a la playa de la Concha y los 600 restantes a la playa de Ondarreta. La distancia aproximada de la playa de la Concha a la isla de Santa Clara es de algo más de 1000 metros. Debido a su peculiar configuración, las aguas de la bahía suelen ser mansas, si bien los cambios de marea son frecuentes y afectan en gran medida a la anchura de las playas, que pueden llegar a desaparecer por unas horas.

## Paseo marítimo

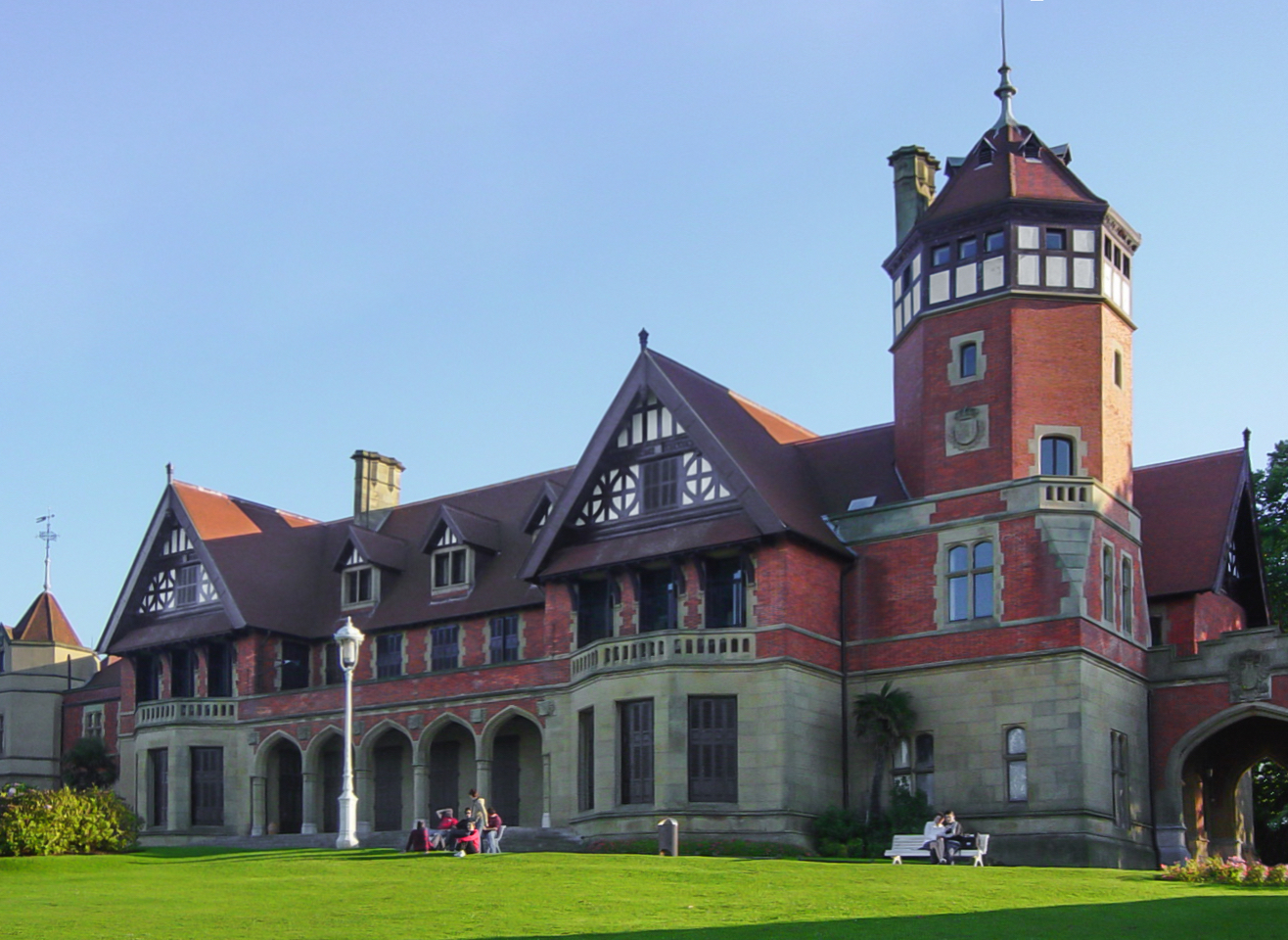
El Palacio de Miramar está situado en el punto de separación entre las playas de Ondarreta y La Concha, en pleno centro del paseo que bordea la bahía.

El paseo marítimo que bordea la bahía de la Concha está compuesto de varios tramos con nombres distintos. Comenzando por el extremo oriental, en las faldas del monte Urgull, el paseo recibe el nombre de Paseo Nuevo. Tras él el paseo discurre por el pequeño puerto pesquero de la ciudad, y posteriormente y a la altura del edificio del Ayuntamiento comienza el Paseo de la Concha, probablemente el más famoso de España. A lo largo de este paseo y hasta el final de la bahía se encuentra la famosa barandilla de la Concha, diseñada por Juan Rafael Alday e instalada en la década de 1910. En el Paseo de la Concha se encuentran los elementos arquitectónicos y ornamentales más destacados del paseo que bordea la bahía: unas características farolas situadas al comienzo de la rampa de bajada a la playa de la Concha, dos grandes relojes, los edificios del balneario de La Perla y la Real Casa de Baños. Avanzando en sentido oeste se alcanza el Paseo de Miraconcha, que finaliza en el Palacio Real de Miramar. El paseo recibe entre Miramar y El Peine del Viento el nombre de Paseo de Ondarreta, junto al cual hay unos jardines. El paseo marítimo al borde de la bahía finaliza, como se ha dicho, en el conjunto escultórico de El Peine del Viento, diseñado por el escultor donostiarra Eduardo Chillida cuyo museo reabrió el 17 de abril de 2019.

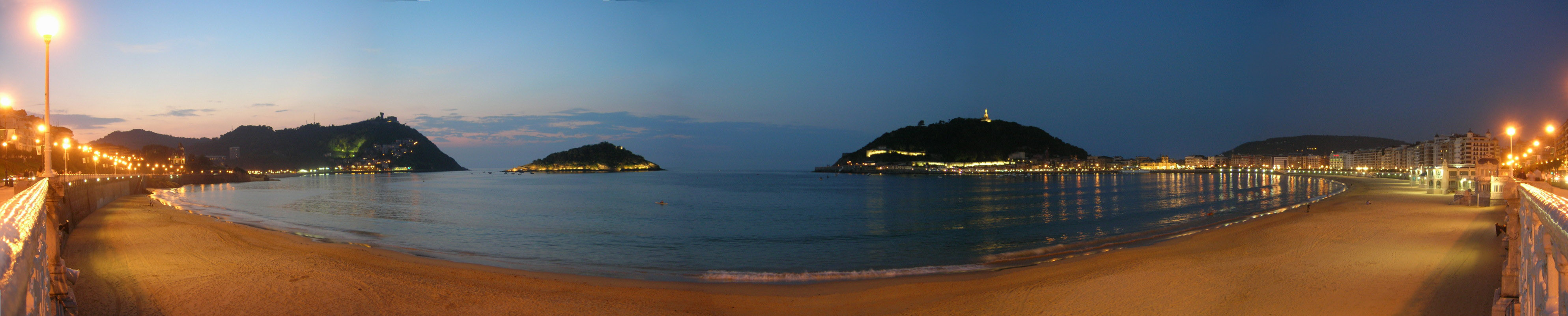
Vista nocturna de la bahía de la Concha.